# Горенє Забуковє
Горенє Забуковє (словен. Gorenje Zabukovje) — поселення в общині Мокроног-Требелно, регіон Південно-Східна Словенія, Словенія.